# Монтрьой-Белле (замок)
Монтрьой-Белле (фр. Château de Montreuil Bellay) — середньовічний замок, розташований у Франції, в долині Луари, в комуні Монтрьой-Белле, що є частиною департаменту Мен і Луара. Замок стоїть на пагорбі над річкою Туе.

## Історія
Побудований у XI столітті Фульком III Неррою, графом Анжу. Фульк Нерра поступився замком своєму васалові Дю Белле, на честь якого замок і став називатися. У 1148 році замок зазнав тривалу облогу, що тривала три роки, і був частково зруйнований. Підземні галереї дозволяли в давнину мати сполучення з фортом Ла Мот-Бурбон.
У XIV столітті замок був істотно розширений шляхом прибудови 13 оборонних веж, а також збільшення довжини фортечної стіни, що досягла 650 м. Головний вхід до замку був практично неприступний, існував барбакан і звідний міст, до того ж, вхід був оточений двома масивними круглими вежами.

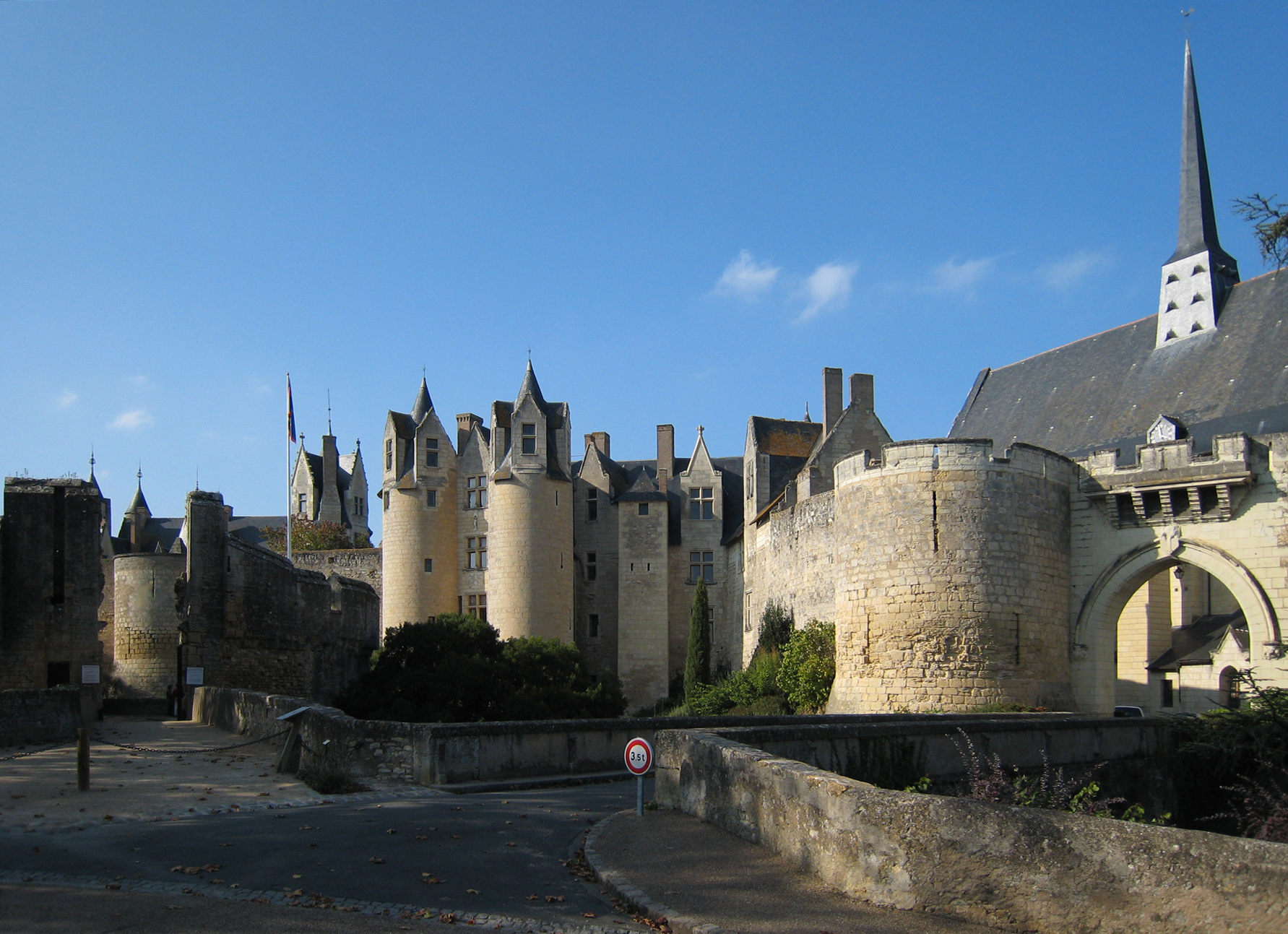
Замок Монтрей-Беллі

У XV столітті замок Монтрьой-Белле був перебудований у стилі епохи Відродження. Оновлений замок дістав назву «Château-Neuf» — «новий замок» і збільшився в розмірах, з'явилися нові зали.
Під час воєн Гугенотів середини XVI століття містечко Монтрьой-Белле було спалено і розорено, але сам замок встояв, забезпечуючи зброєю і припасами війська як католиків, так і протестантів.
У час Великої Французької революції, замок був захоплений революціонерами і переобладнаний у в'язницю для жінок, прихильниць королівської влади.
У роки Першої світової війни замок служив шпиталем.
18 червня 1979 року замок Монтрьой-Беле увійшов до складу пам'ятників культури і мистецтва Франції. Зараз у нім знаходиться музей, для відвідування відкрита будівля XV століття, так званий «Château-Neuf». У каплиці XV століття особливо цікавим експонатом є фреска на зображення Розп'яття, автором її вважається учень Леонардо да Вінчі. У чудовому стані збереглися середньовічні кухні, виконані у стилі полум'яніючої готики схоже з кухнями в знаменитому абатстві Фонтевро. Зараз тут проводиться дегустація місцевих вин.

## Деякі власники
- Фульк III Анжуйський (чи Фульк III Нерра) — граф Анжуйський, XI століття
- Жіро Белле, XI століття
- Гійом де Мелон-Танкарвілль, XIV століття
- Генріх II Орлеанський, герцог де Лонгвіль, XVI століття

## Ресурси Інтернету
- Вікісховище має мультимедійні дані за темою: Монтрьой-Белле (замок)
- Монрьой-Беле [Архівовано 6 червня 2012 у Wayback Machine.] на сайті Замки Луари